# بارتوش اسلیش
بارتوش اسلیش (لهستانی: Bartosz Slisz؛ زادهٔ ۲۹ مارس ۱۹۹۹) بازیکن فوتبال اهل لهستان است.
وی همچنین در تیم‌های ملی فوتبال زیر ۲۰ سال لهستان، زیر ۲۱ سال لهستان، و لهستان بازی کرده است.